# Kościół ewangelicki w Nysie
Kościół ewangelicki Jezusa Chrystusa w Nysie – kościół luterański należący do Parafii Ewangelicko-Augsburskiej w Brzegu.

## Historia
Kościół sięga swoimi początkami czasów średniowiecza. Powstał z fundacji biskupa Jana Romki. Został dobudowany do murów miejskich. Pierwotnie stanowił kaplicę szpitala św. Barbary, najstarszego i jednego z największych szpitali w Nysie.
Po raz pierwszy wzmiankowany w 1341 roku. Zniszczony przez pożar w 1542 roku, odbudowany w roku 1544, a w 1550 rozbudowany przez 
biskupa Baltazara. Od tego czasu na dachu znajduje się żelazna chorągiewka z herbem fundatora. W latach 1732–1810 w posiadaniu zakonu franciszkanów.
W wyniku sekularyzacji dokonanej przez rząd pruski, kościół został w 1812 roku przekazany nyskim ewangelikom. Od tamtej pory nazywany kościołem Jezusa Chrystusa. Przy kościele utworzono w 1818 roku odrębną parafię ewangelicką z pastorem mianowanym przez króla pruskiego. Członkami parafii byli głównie żołnierze pełniący służbę w twierdzy nyskiej oraz ich rodziny.
Kościół został spalony w 1945 roku przez Armię Czerwoną. Odbudowany pięć lat później. Obecnie kościół współużytkowany jest przez luteran i zielonoświątkowców.

## Architektura
Kościół pierwotnie wzniesiony jako gotycki, z późniejszymi przekształceniami architektonicznymi
i częściowym zatarciem cech stylowych. Orientowany, z odchyleniem osi prezbiterium ku południu. W 1544 roku otrzymał wystrój wczesnorenesansowy nad południową ścianą prezbiterium, a w 1732 roku zmieniono obudowę przedsionka, okna i wyposażenie wnętrza na barokowe. Po przejęciu przez ewangelików usunięte zostały wszelkie elementy związane z kultem świętych.